# Liste du patrimoine mondial en Moldavie
Cet article recense les sites inscrits au patrimoine mondial en Moldavie.

## Statistiques
La Moldavie (République de Moldova pour l'UNESCO) ratifie la Convention pour la protection du patrimoine mondial, culturel et naturel le 23 septembre 2002. Le premier site protégé est inscrit en 2005.
En 2015, la Moldavie compte 1 bien inscrit au patrimoine mondial, culturel, qui fait partie d'un site transfrontalier commun avec 9 autres pays.
Le pays a également soumis 2 sites à la liste indicative, 1 culturel et 1 mixte.

## Listes

### Patrimoine mondial
Le site moldave suivant est inscrit au patrimoine mondial en 2025.
| Id.  | Bien                     | Raion  | Année | Superficie (ha) | Critères et notes | Coordonnées                  | Illus. |
| ---- | ------------------------ | ------ | ----- | --------------- | --- | ---------------------------- | ------ |
| 1187 | Arc géodésique de Struve | Soroca | 2005  | 0,0023          | Culturel, (ii), (iii), (vi) Site transfrontalier commun avec la Biélorussie, l'Estonie, la Finlande, la Lettonie, la Lituanie, la Norvège, la Russie, la Suède et l'Ukraine. Un site en Moldavie : marqueur géodésique de Rudi (en) | 48° 19′ 08″ N, 27° 52′ 35″ E |        |

### Liste indicative
Les biens suivants sont inscrits sur la liste indicative du pays au début 2025. Les noms fournis par la Moldavie sont en anglais : la traduction en français est donnée ici à titre indicatif.
| Id.  | Bien                                                                     | Subdivision(s)       | Année | Critères et notes | Coordonnées                                               | Illus. |
| ---- | ------------------------------------------------------------------------ | -------------------- | ----- | --- | --------------------------------------------------------- | ------ |
| 6789 | Les caves à vin souterraines de Moldavie (Cricova et Mileștii Mici (ro)) | Chișinău et Ialoveni | 2025  | Culturel, (iii), (iv), (v)                                                                                              | 47° 07′ 59″ N, 28° 51′ 00″ E 46° 55′ 12″ N, 28° 49′ 52″ E |        |
| 6220 | Paysage archéologique d'Orheiul Vechi                                    | Orhei                | 2017  | Culturel, (v) La proposition actuelle avait déjà été proposée en 2007 sous le même nom, avant d'être resoumise en 2017. | 47° 18′ 22″ N, 28° 58′ 30″ E                              |        |
| 5647 | Les sols de tchernoziom typiques de la steppe de Bălţi (en)              | Bălți                | 2011  | Mixte, (v), (ix), (x) Site herbergé par l'institut de recherche Selecția (ro)                                           | 47° 18′ 10″ N, 28° 58′ 06″ E                              |        |